# Чемпионат мира по футболу среди женщин
Чемпионат мира по футболу среди женщин — официальное международное соревнование, проводимое под эгидой ФИФА. Первый чемпионат проведён в 1991 году, и с тех пор проводится с периодичностью раз в четыре года, причём всегда — на следующий год после мужского чемпионата.
В финальной части соревнований принимают участие 32 команды, в числе которых — команда страны, принимающей чемпионат. Длительность финального этапа — месяц. Отборочные раунды проводятся на протяжении трёх лет и определяют остальную 31 команду-участницу.
Считается наиболее важным турниром в современном женском футболе. В первом чемпионате, который был проведён спустя 61 год после первого аналогичного турнира в мужском футболе, приняли участие 12 стран. В восьми розыгрышах чемпионами мира становились представители четырёх стран (США, Норвегия, Германия, Япония).

## История
Первые попытки провести чемпионат мира среди женщин были предприняты в 1970 году. В Италии под эгидой Федерации независимого европейского женского футбола (FIEFF) был проведён турнир с участием шести европейских сборных и сборной Мексики, получивший название Кубок мира. Спустя год аналогичный турнир состоялся в Мексике. В обоих случаях сильнейшей была сборная Дании. В 1980-е годы в Италии пять раз проводился турнир под названием Мундиалито с участием сборных из Европы, Азии, Америки.
После снятия запрета на женский футбол в 1970-х годах в ряде стран мира стали активно появляться женские сборные. Проводились различные международные турниры, однако им не хватало внимания со стороны ФИФА. В итоге в 1988 году в Китае впервые под эгидой ФИФА был проведён международный пригласительный турнир c участием 12 сборных со всех континентов с целью протестировать возможность проведения официального чемпионата мира. Первый же матч турнира между сборными Китая и Канады посетило 45 000 зрителей, а средняя посещаемость составила 20 000. Победу одержала сборная Норвегии, обыгравшая в финале со счётом 1:0 сборную Швеции. 3-е место досталось Бразилии. Турнир был признан успешным и ФИФА одобрила учреждение официального чемпионата мира, первый розыгрыш которого должен был состояться в Китае в 1991 году.
Проведение первого турнира было идеей президента ФИФА Жоао Авеланжа. Первый официальный чемпионат мира прошёл в Китае в 1991 году и принял участников из 12 стран. В 1995 году также 12 команд приняли участие в чемпионате мира в Швеции. В 1999 году турнир прошёл в США, трибуны стадионов посетили 66 000 зрителей. США — четырежды чемпион, сборная Германия дважды становились чемпионом мира, также турнир выигрывали команды Японии и Норвегии.
Чемпионат мира 1999 года закончился одним из самых известных моментов в истории женского футбола. Защитник сборной США Брэнди Честейн, реализовав решающий пенальти в послематчевой серии финала против сборной Китая и празднуя победу, сорвала с себя футболку, как это обычно делают мужчины. Финал 1999 года проходил на стадионе «Роуз Боул» в Пасадене, Калифорния, и собрал рекордную для женского спорта зрительскую аудиторию в 90 185 человек.
В 1999 и 2003 году чемпионаты проводились в США. Турнир 2003 года должен был проводиться в Китае, однако организаторы приняли решение о переносе в связи с эпидемией атипичной пневмонии в Азии. В качестве компенсации сборная Китая участвовала в турнире без отборочного этапа, а проведение чемпионата в 2007 году было автоматически передано китайской стороне. В октябре 2007 года право на проведение чемпионата 2011 года получила Германия, а в марте 2011 года страной-хозяйкой турнира 2015 года стала Канада. Также было принято решение, что в 2015 году в финальном этапе чемпионата примут участие не 16, а 24 команды.
В 2007 году капитан сборной США Кристин Лилли приняла участие в своем пятом чемпионате мира, став третьим в истории мужского и женского футбола игроком, добившимся аналогичного показателя.

## Формат проведения

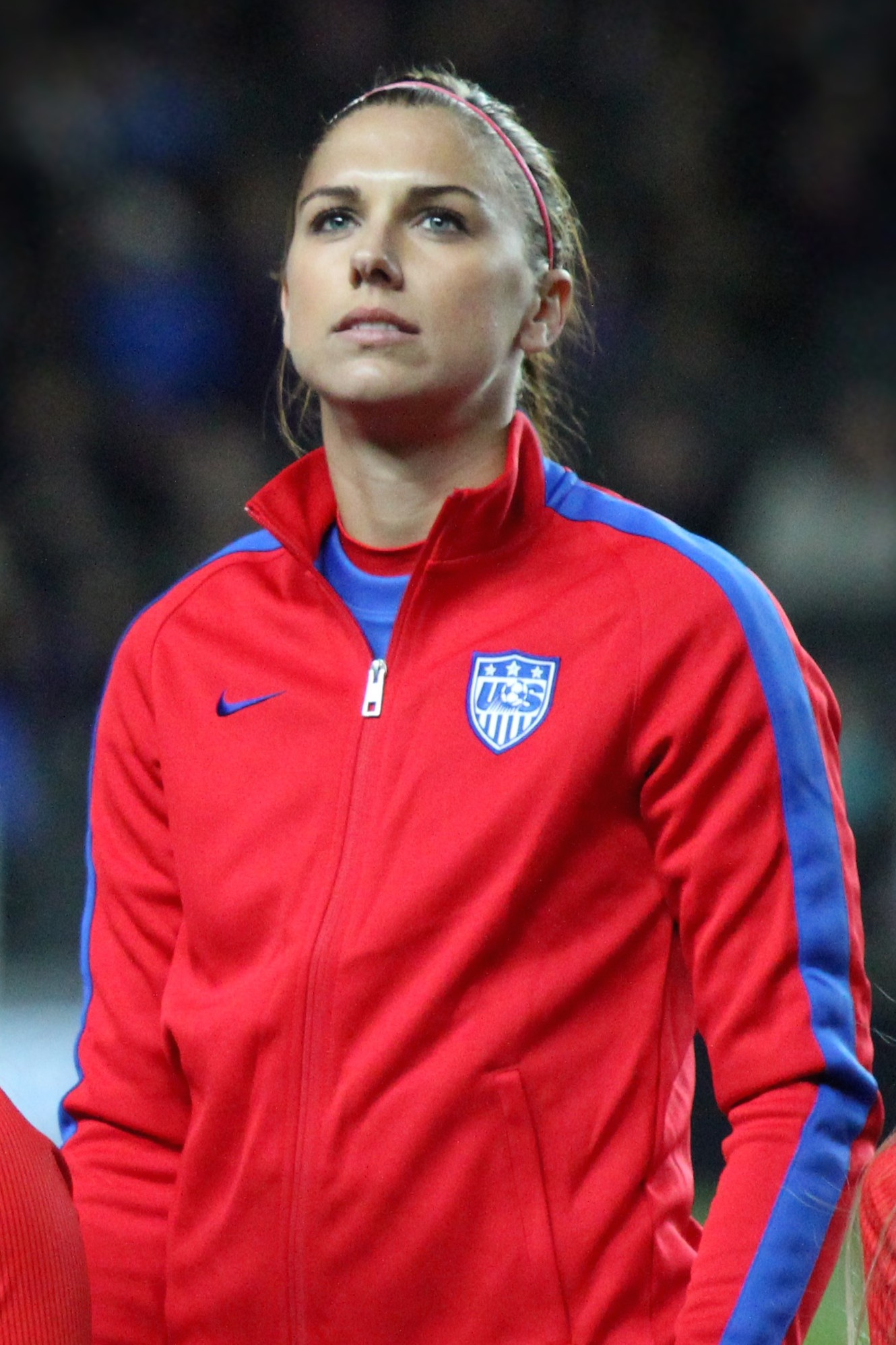
Алекс Морган, форвард сборной США.

### Квалификация
Участники проходят квалификационный отбор в турнирах соответствующих региональных федераций ФИФА: азиатской (АФК), африканской (КАФ), европейской (УЕФА), североамериканской (КОНКАКАФ), южноамериканской (КОНМЕБОЛ) и Океании (ОФК). Отборочный турнир начинается за три года до проведения чемпионата и проводится в течение двух лет. Формула проведения отличается в различных конфедерациях. Обычно одна или две путёвки также разыгрываются и в межконтинентальных стыковых матчах.
С самого начала проведения турнира страна-организатор автоматически получает место в финале.
Ниже приводятся данные о местах, выделенных для континентов. +Х означает дополнительное место для организаторов (хозяина) чемпионата. Место в межконтинентальных стыковых матчах считается как 0,5. Полужирным начертанием выделены победители стыковых матчей.
| Зона                        | 1991 (12)     | 1995 (12)     | 1999 (16)     | 2003 1 (16)   | 2007 (16)     | 2011 (16)     | 2015 (24)     | 2019 (24)     | 2023 (32) |
| --------------------------- | ------------- | ------------- | ------------- | ------------- | ------------- | ------------- | ------------- | ------------- | --------- |
| Африка (КАФ)                | 1             | 1             | 2             | 2             | 2             | 2             | 3             | 3             | 4         |
| Азия (АФК)                  | 2+Х           | 2             | 3             | 3.5           | 2.5+Х         | 3             | 5             | 5             | 5+1       |
| Океания (ОФК)               | 1             | 1             | 1             | 1             | 1             | 1             | 1             | 1             | 0+1       |
| Европа (УЕФА)               | 5             | 4+Х           | 6             | 5             | 5             | 4.5+Х         | 8             | 8+X           | 11        |
| Северная Америка (КОНКАКАФ) | 1             | 2             | 1.5+Х         | 1.5+Х         | 2.5           | 2.5           | 3.5+Х         | 3.5           | 4         |
| Южная Америка (КОНМЕБОЛ)    | 1             | 1             | 1.5           | 2             | 2             | 2             | 2.5           | 2.5           | 3         |
| Межконтинентальный плей-офф | не проводился | не проводился | не проводился | не проводился | не проводился | не проводился | не проводился | не проводился | 3         |
| Всего                       | 12            | 12            | 16            | 16            | 16            | 16            | 24            | 24            | 32        |

- 1 В 2003 году чемпионат планировалось провести в Китае, но из-за эпидемии атипичной пневмонии его перенесли в США 3 мая 2003 по решению ФИФА. Сборная Китая в качестве компенсации так же, как и сборная США, попала в финальную часть без прохождения отборочного турнира.

### Финальный турнир
В последнем финальном турнире принимали участие 24 команд. За месяц было проведено два раунда: групповой и плей-офф.
На групповом раунде команды были разделены на 6 групп по 4 команды в каждой. После того, как в матче открытия турнира в 2007 году Германия разгромила Аргентину со счетом 11-0, президент ФИФА Зепп Блаттер заявил, что матчи с подавляющим преимуществом одной из команд «отрицательно влияют на развитие футбола», и ФИФА должна серьёзно обдумать вопрос расширения количества участников финального турнира до 24 команд. 3 декабря 2009 года ФИФА приняла решение, что в финальном турнире 2015 года примут участие 24 команды.
В каждой группе турнир играется в один круг, каждая команда встречается с каждой лишь однажды. Матчи третьего, последнего тура начинаются одновременно. Две лучшие команды в группе и 4 лучшие команды, среди занявших в группах 3-е место, выходят в плей-офф. С 1994 года за победу начисляется три очка, за ничью — одно, за поражение — ноль (ранее за победу начислялось два очка).
Места в группе распределяются по следующему принципу:
- Наибольшее количество очков
- При равенстве — лучшая разница забитых и пропущенных мячей
- При равенстве очков и разницы мячей — по количеству забитых мячей.

В том случае, если у двух команд все три показателя равны:
- Наибольшее количество очков в матчах между собой;
- При равенстве — лучшая разница забитых и пропущенных мячей в матчах между собой;
- При равенстве очков и разницы мячей — по количеству забитых мячей в матчах между собой.

При равенстве всех критериев лучшая команда определяется жеребьевкой.
В плей-офф команды проводят однораундовые поединки, в которых проигравший выбывает из соревнования. Если в основное время победителя выявить не удается, назначается дополнительное время, а в случае, если и в нем не был выявлен победитель — серия пенальти. 4 победителя групп встречаются при этом с командами, занявшими третьи места в своих группах, два других победителя групп встречаются с командами, занявшие вторые места в своих группах. Победители выходят последовательно в четвертьфинал, полуфинал и финал.

## Чемпионы и призёры
| 1991 | Китай                      | США      | 2:1            | Норвегия   | Швеция   | 4:0            | Германия  |
| 1995 | Швеция                     | Норвегия | 2:0            | Германия   | США      | 2:0            | Китай     |
| 1999 | США                        | США      | 0:0 (пен. 5:4) | Китай      | Бразилия | 0:0 (пен. 5:4) | Норвегия  |
| 2003 | США                        | Германия | 2:1 (доп. вр.) | Швеция     | США      | 3:1            | Канада    |
| 2007 | Китай                      | Германия | 2:0            | Бразилия   | США      | 4:1            | Норвегия  |
| 2011 | Германия                   | Япония   | 2:2 (пен. 3:1) | США        | Швеция   | 2:1            | Франция   |
| 2015 | Канада                     | США      | 5:2            | Япония     | Англия   | 1:0            | Германия  |
| 2019 | Франция                    | США      | 2:0            | Нидерланды | Швеция   | 2:1            | Англия    |
| 2023 | Австралия · Новая Зеландия | Испания  | 1:0            | Англия     | Швеция   | 2:0            | Австралия |
| 2027 | Бразилия                   |          | :              |            |          | :              |           |

## Статистика участия

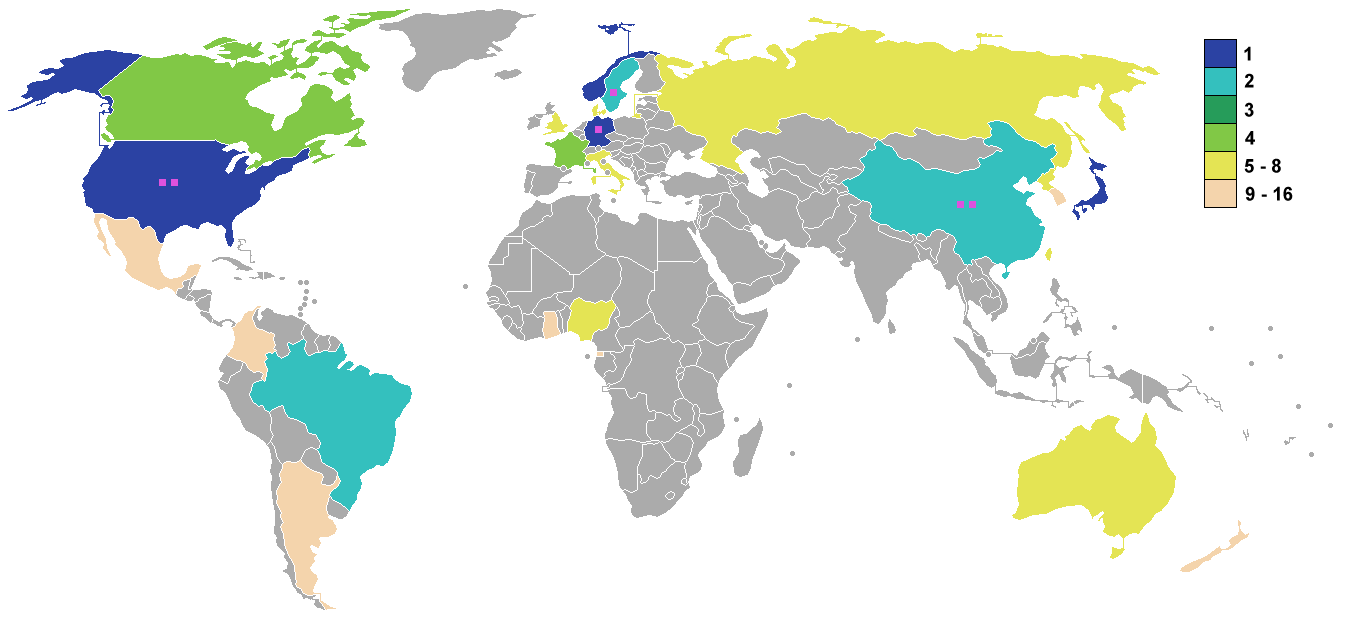
Карта участников, цвета обозначают высшее место в турнире.

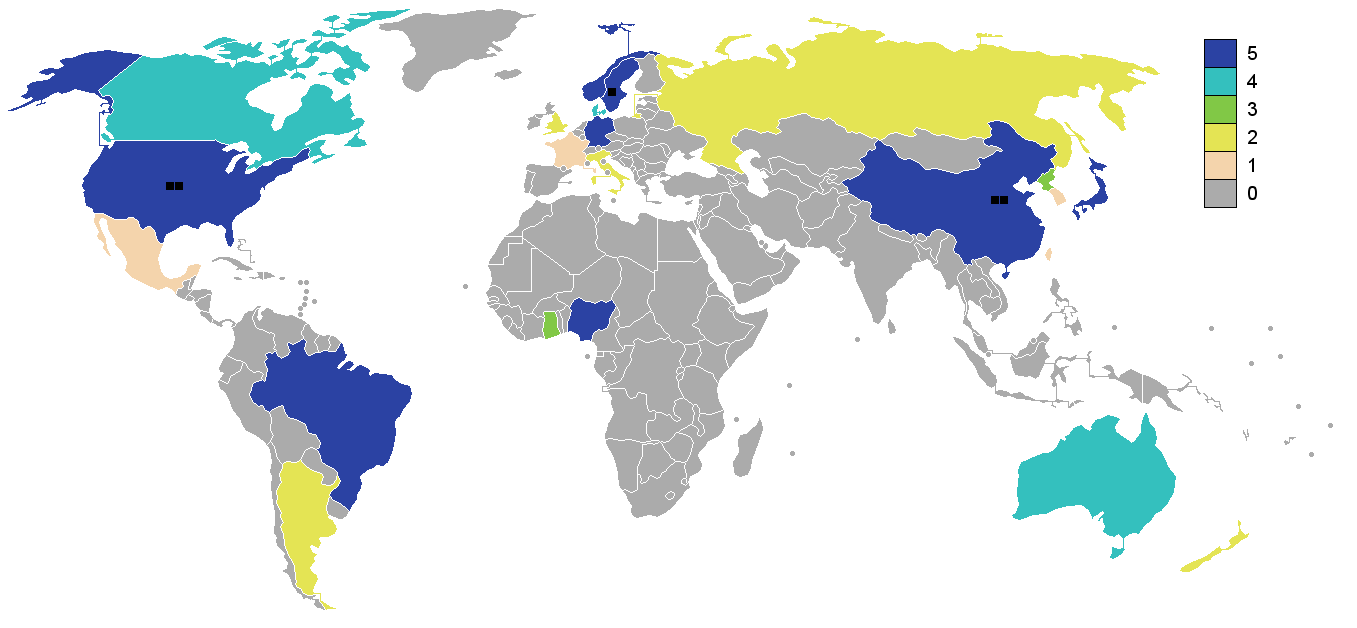
Карта участников, цвета обозначают количество участий в финальном турнире.

| Страна                | Чемпионы | 2-е место | 3-е место | 4-е место | Прочее |
| --------------------- | -------- | --------- | --------- | --------- | ------ |
| США                   | 4        | 1         | 3         | 0         | 0      |
| Германия              | 2        | 1         | 0         | 2         | 3      |
| Норвегия              | 1        | 1         | 0         | 2         | 4      |
| Япония                | 1        | 1         | 0         | 0         | 6      |
| Испания               | 1        | 0         | 0         | 0         | 2      |
| Швеция                | 0        | 1         | 4         | 0         | 4      |
| Англия                | 0        | 1         | 1         | 1         | 3      |
| Бразилия              | 0        | 1         | 1         | 0         | 6      |
| Китай                 | 0        | 1         | 0         | 1         | 5      |
| Нидерланды            | 0        | 1         | 0         | 0         | 1      |
| Австралия             | 0        | 0         | 0         | 1         | 7      |
| Канада                | 0        | 0         | 0         | 1         | 6      |
| Франция               | 0        | 0         | 0         | 1         | 4      |
| Нигерия               | 0        | 0         | 0         | 0         | 8      |
| Новая Зеландия        | 0        | 0         | 0         | 0         | 5      |
| Дания                 | 0        | 0         | 0         | 0         | 4      |
| КНДР                  | 0        | 0         | 0         | 0         | 4      |
| Италия                | 0        | 0         | 0         | 0         | 3      |
| Мексика               | 0        | 0         | 0         | 0         | 3      |
| Гана                  | 0        | 0         | 0         | 0         | 3      |
| Аргентина             | 0        | 0         | 0         | 0         | 3      |
| Республика Корея      | 0        | 0         | 0         | 0         | 3      |
| Россия                | 0        | 0         | 0         | 0         | 2      |
| Колумбия              | 0        | 0         | 0         | 0         | 2      |
| Таиланд               | 0        | 0         | 0         | 0         | 2      |
| Камерун               | 0        | 0         | 0         | 0         | 2      |
| Испания               | 0        | 0         | 0         | 0         | 2      |
| Тайвань               | 0        | 0         | 0         | 0         | 1      |
| Эквадор               | 0        | 0         | 0         | 0         | 1      |
| Экваториальная Гвинея | 0        | 0         | 0         | 0         | 1      |
| Кот-д’Ивуар           | 0        | 0         | 0         | 0         | 1      |
| Швейцария             | 0        | 0         | 0         | 0         | 1      |
| Коста-Рика            | 0        | 0         | 0         | 0         | 1      |
| ЮАР                   | 0        | 0         | 0         | 0         | 1      |
| Ямайка                | 0        | 0         | 0         | 0         | 1      |
| Шотландия             | 0        | 0         | 0         | 0         | 1      |
| Чили                  | 0        | 0         | 0         | 0         | 1      |

## Рекорды чемпионатов мира
- Наибольшее количество чемпионских титулов: 4 
  -  США (1991, 1999, 2015, 2019)
- Наибольшее количество участий в чемпионате: 9 
  -  Бразилия (1991, 1995, 1999, 2003, 2007, 2011, 2015, 2019, 2023)
 Германия (1991, 1995, 1999, 2003, 2007, 2011, 2015, 2019, 2023)
 Япония (1991, 1995, 1999, 2003, 2007, 2011, 2015, 2019, 2023)
 Нигерия (1991, 1995, 1999, 2003, 2007, 2011, 2015, 2019, 2023)
 Норвегия (1991, 1995, 1999, 2003, 2007, 2011, 2015, 2019, 2023)
 Швеция (1991, 1995, 1999, 2003, 2007, 2011, 2015, 2019, 2023)
 США (1991, 1995, 1999, 2003, 2007, 2011, 2015, 2019, 2023)
- Наибольшее количество сыгранных матчей сборной: 50 
  -  США
- Наибольшее количество матчей на чемпионате сыгранных игроком: 30
  - Кристин Лилли,  сборная США
- Наибольшее количество забитых голов в матче: 13
  -  США 13:0  Таиланд

Статистика взята с источника Архивная копия от 14 июня 2019 на Wayback Machine